# Base antarctique Palmer
Pour les articles homonymes, voir Palmer.
La base antarctique Palmer (ou station Palmer) est une station de recherche permanente américaine, située sur l'île Anvers en Antarctique. Elle est nommée en l'honneur de Nathaniel Palmer, capitaine de la Marine américaine et considéré comme codécouvreur de l'Antarctique.
La station est composée de deux bâtiments principaux et trois plus petits bâtiments. Elle dispose de deux réservoirs de carburant, d'un héliport et d'un port. La base actuelle a été mise en place en 1968, en remplacement d'une base préfabriquée, depuis démontée.
La base étudie notamment les effets du réchauffement climatique sur la péninsule antarctique.

## Source
- (en) Cet article est partiellement ou en totalité issu de l’article de Wikipédia en anglais intitulé « Palmer Station » (voir la liste des auteurs).

1. ↑  (en) « Palmer Station », sur Fondation nationale pour la science (consulté le 2 février 2022).
2. ↑  (en) Joseph Cheek et Hugh Ducklow, « Long-term ecological research at Palmer Station in Antarctica », sur sciencepoles.org, 31 juillet 2009.